# Petar Stojanović (Komponist)
Petar Lazar Stojanović (* 25. August 1877 in Budapest, Österreich-Ungarn; † 11. September 1957 in Belgrad, Jugoslawien) war ein jugoslawischer Komponist.
Stojanović studierte in Wien bei Jenő Hubay und Robert Fuchs Violine und Klavier. Er gründete hier die Violinschule für höhere Ausbildung, bevor er 1925 als Direktor sowie Violin- und Kompositionslehrer an das Konservatorium nach Belgrad ging. Neben der Tätigkeit als Violinsolist war er auch Mitglied eines Streichquartetts und gehörte zu den Gründern der Belgrader Musikakademie.
Er komponierte u. a. zwei Opern und drei Operetten, zwei Ballette und eine sinfonische Dichtung, sieben Violin- und zwei Bratschenkonzerte, ein Horn- und ein Flötenkonzert sowie kammermusikalische Werke.

## Bühnenwerke
- Tigar (Der Tigar), komische Oper, Libretto Richard von Perger, UA 1905
- Liebchen am Dach (Devojka na mansardi), Operette, Libretto von Victor Léon, UA 1917
- Der Herzog von Reichstadt (Orlic ili Vojvoda od Rajhšata), Operette, Libretto von Victor Léon, UA 1921
- Der Schwur (Blaženkina zakleva), musikalisches Drama, Libretto Mirko Jelusich, Mate Milošević, 1933–34
- Kraljevic i Mrjana (Der Prinz und Mirjana), Ballett, 1942
- Devet ciraka (Neun Leuchter), Ballett, 1944